# Agelaius assimilis
Agelaius assimilis là một loài chim trong họ Icteridae.